# Mona Nørgaard
Mona Nørgaard (ur. 23 lutego 1948) – duńska zawodniczka biegająca na orientację, mistrzyni świata.
W 1974 roku podczas Mistrzostwa Świata w Biegu na Orientację w Silkeborg zdobyła złoty medal w biegu indywidualnym.
2 lata później na Mistrzostwach Świata w Biegu na Orientację 1976 w Aviemore była bardzo blisko podium, gdyż zajęła 4. miejsce. W 1977 roku Mona Nørgaard urodziła drugie dziecko, a w 1978 próbowała powrócić do wyczynowego biegania, startując w Mistrzostwach Świata w Kongsbergu, ale nie odniosła już żadnego większego sukcesu.
W 2006 roku była zaangażowana w organizację Mistrzostw Świata w Biegu na Orientację w Aarhus. Nadal pozostaje aktywna i uczestniczy w zawodach w biegu na orientację, startując w odpowiedniej dla siebie kategorii wiekowej w brawch klubu OK Pan Århus.